# Завадка (Прешовский край)
Завадка (словац. Závadka) — село и одноимённая община в районе Гуменне Прешовского края Словакии. В письменных источниках начинает упоминаться с 1556 года.

## География
Село расположено в юго-восточной части края, в долине реки Ондавки, при автодороге 558. Абсолютная высота — 144 метра над уровнем моря. Площадь муниципалитета составляет 5,7 км².

## Население
| Год:                | 1994 | 2004     | 2014    | 2024    |
| ------------------- | ---- | -------- | ------- | ------- |
| Количество человек: | 470  | 526      | 534     | 560     |
| Разница:            |      | +11,91 % | +1,52 % | +4,86 % |

По данным последней официальной переписи 2011 года, численность населения Завадки составляла 538 человека.